# ويليام روبنسون (رسام)
ويليام روبنسون (بالإنجليزية: William Robinson)‏ هو رسام أسترالي، ولد في 16 أبريل 1936 في بريزبان في أستراليا.